# Pina (település)
Pina egy falufejlesztési bizottság Nepál északnyugati részén, Karnali zóna Mugu körzetében. Az 1991-es nepáli népszámlálás szerint 2479 lakosa volt 449 önálló háztartásban. A United Mission to Nepal keresztény misszionárius szervezet több alkalommal is segített a falu mezőgazdaságának fellendítése céljából: 2010-ben 65 háztartásnak nyújtottak segítséget a fokhagymatermesztés beindításához, valamint több helyinek megtanították a modern mezőgazdasági technikákat.